# Anochetus diegensis
Anochetus diegensis é uma espécie de formiga do gênero Anochetus, pertencente à subfamília Ponerinae.